# ATP Challenger Temuco
Das ATP Challenger Temuco (offizieller Name: Challenger Dove Men+Care Temuco) ist ein seit 2022 stattfindendes Tennisturnier in Temuco, Chile. Es ist Teil der ATP Challenger Tour und wird im Freien auf Hartplatz ausgetragen.

## Siegerliste

### Einzel
| Jahr | Sieger               | Finalgegner          | Ergebnis        |
| ---- | -------------------- | -------------------- | --------------- |
| 2024 | Hady Habib           | Camilo Ugo Carabelli | 6:4, 6:73, 7:62 |
| 2023 | Aleksandar Kovacevic | Gilbert Klier Júnior | 4:6, 6:3, 6:3   |
| 2022 | Guido Andreozzi      | Nicolás Kicker       | 4:6, 6:4, 6:2   |

### Doppel
| Jahr | Sieger                          | Finalgegner                               | Ergebnis  |
| ---- | ------------------------------- | ----------------------------------------- | --------- |
| 2024 | Christian Harrison Evan King    | Benjamin Lock Renzo Olivo                 | 7:65, 7:5 |
| 2023 | Mateus Alves Matías Soto        | Aleksandar Kovacevic Keegan Smith         | 6:2, 7:5  |
| 2022 | Guido Andreozzi Guillermo Durán | Luis David Martínez Jeevan Nedunchezhiyan | 6:4, 6:2  |